# Statuto della Val d'Ambra

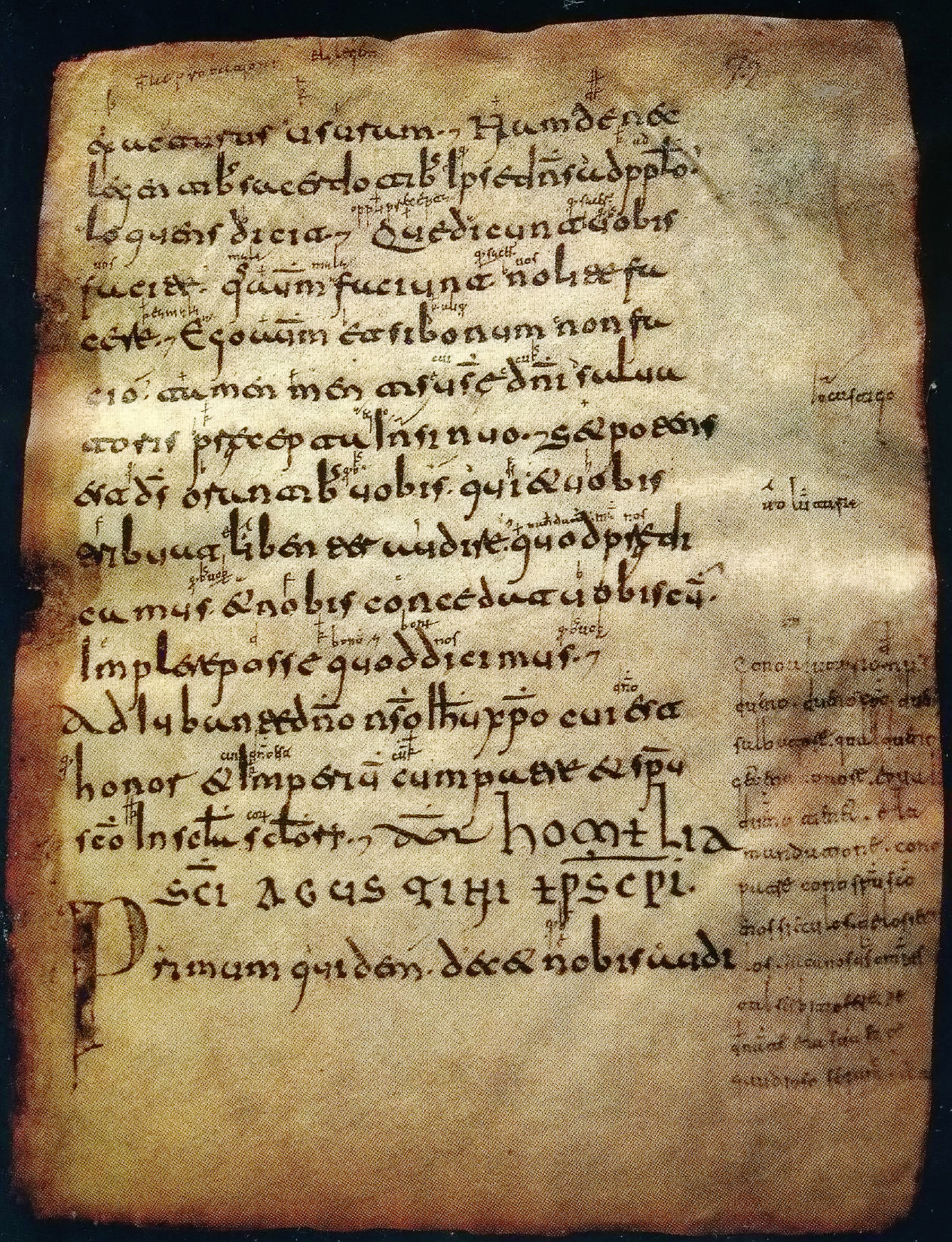
Codice su pergamena in piccolo quarto

Il Constitutum Vicecomitatus Vallis Ambrae, meglio noto come Statuto della Val d'Ambra, fu redatto nel 1208 per ordine del conte Guido Guerra III ed era la costituzione politica del Viscontado della Val d'Ambra, sottoregione amministrativa dei possedimenti dei conti Guidi creata appunto nel 1208 scorporandola dal Viscontado di Porciano. Scritto su pergamena in formato di piccolo quarto, su un totale di dieci fogli doppi, è il primo statuto della storia toscana se si esclude il Breve Consulum Pisanae Civitatis del 1163 che comunque non lo eguaglia per complessità e completezza giuridica.
Venne compilato a Vallettole da dodici uomini, due per ognuna delle terre che componevano il viscontado, cioè Bucine, Torre del Mercatale oggi Mercatale-Torre, Campo Selvi oggi Caposelvi, Pogi, Galatrona, e Rendola. Particolarmente interessante il fatto che un feudatario, invece di imporre ex imperio gli ordinamenti civili dei suoi possedimenti, avesse deputato a comporli, per mezzo dei loro rappresentanti, i suoi stessi sudditi.
Con un simile gesto Guido Guerra V sancì il diritto, per i suoi sottoposti, di modellare le leggi in modo che rispondessero il più possibile alle loro esigenze, la facoltà di assistere, come consiglieri, il capo dello stato e soprattutto di potersi radunare pubblicamente per poter prendere decisioni relative agli affari di pubblico interesse.

## Ordinamento politico

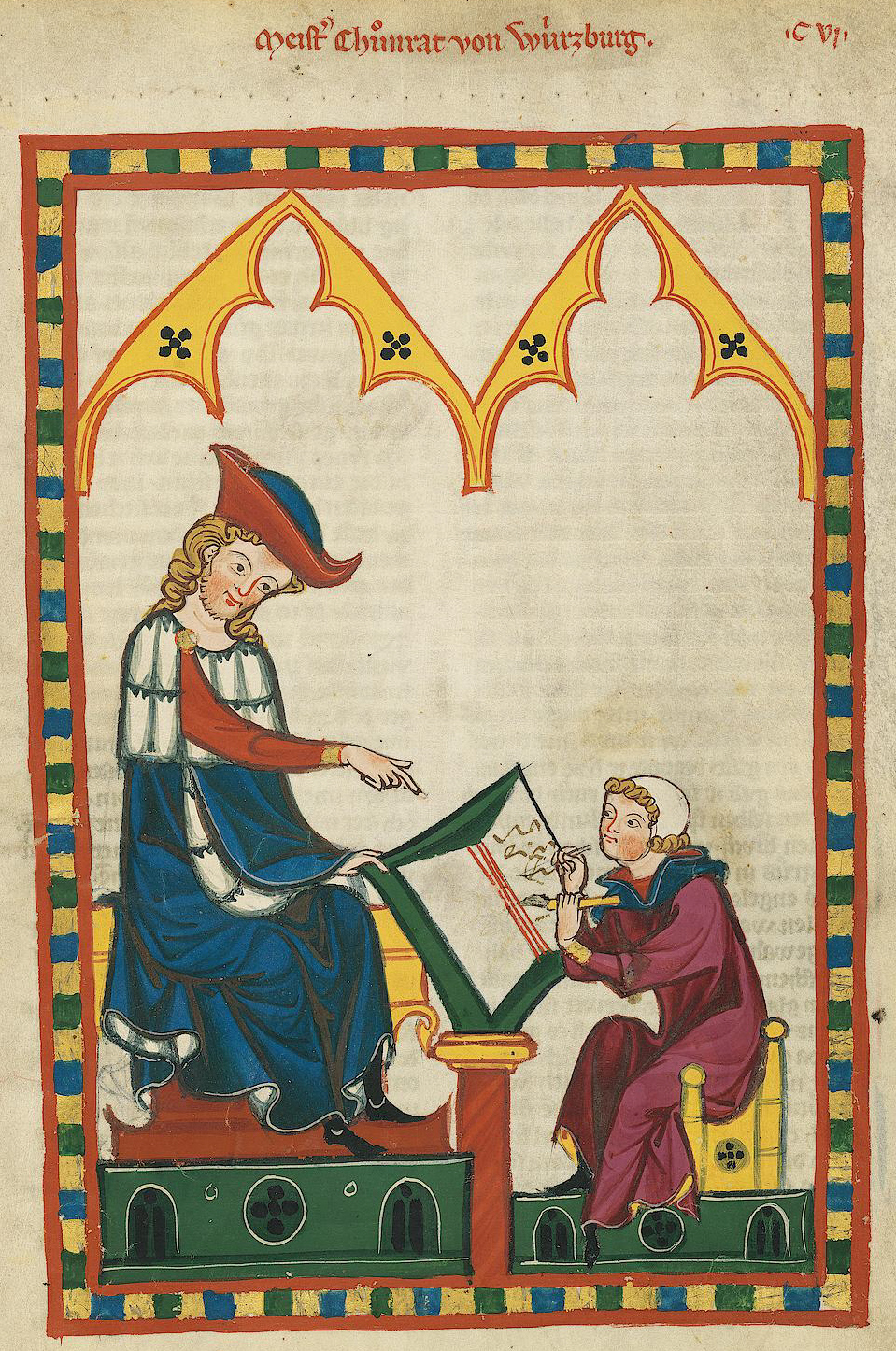
Magistrato del XIV secolo

Capo dello stato era il visconte, che risiedeva a Bucine, mentre capo del governo era un podestà che durava in carica un anno a partire da ogni mese di gennaio e che aveva l'obbligo tassativo, per tutta la sua permanenza in carica, di non accettare regali o inviti da alcuno, neanche dallo stesso conte, per evitare qualsiasi tipo di conflitto di interessi.
Il podestà, coadiuvato da un Vicario, aveva poteri di visconte ovvero potere esecutivo e giudiziario delegati direttamente dal conte il quale però, in ogni momento, aveva facoltà di modificare o annullare le decisioni podestarili.  Il podestà giurava di tutelare l'incolumintà del conte e sua della famiglia e di controllare che non venissero lesi i suoi diritti signorali e i suoi averi.
L'autorità del podestà si estendeva a tutte le terre del viscontado e, pur risiedendo stabilmente a Torre di Mercatale, per dodici giorni al mese era tenuto ad andare in giro per le diverse terre della regione a sbrigare le pratiche civili e ad amministrare la giustizia. In particolare era obbligato a stare 3 giorni a Bucine e a Caposelvi, 2 a Pogi e 1 a Rendola e Galatrona. Ma per qualsiasi atto pubblico il podestà non poteva agire individualmente ma solo attraverso la delibera del Consiglio i cui membri erano selezionati fra la popolazione di tutte le terre del viscontado. I consiglieri erano anche quelli che esercitavano gli uffici pubblici nei differenti comuni, cioè le comunità locali a cui appartenevano, ed erano retribuiti con un piccolo stipendio. Avevano l'obbligo di presenza e per ogni giorno sottratto, per affari privati, al loro ufficio pagavano una multa di due soldi di denari pisani.
A parte il podestà e i consiglieri, anche tutti gli altri sudditi erano coinvolti nella gestione della cosa pubblica. Gli uomini tra i diciotto e i settanta anni erano tenuti a prestare giuramento di obbedienza al potestà e di fedeltà al comune e di conseguenza avevano l'obbligo di recarsi alle assemblee pubbliche ogni qual volta il potestà ne convocava una. Pur essendo l'assemblea un organo meramente consultivo, non intervenire comportava una multa di dodici denari in virtu' della violazione di un ordine del podestà e del disinteresse per gli affari comunali.
La gestione delle finanze era affidata a un camarlingo o camerarius il quale ogni bimestre presentava lo stato dei conti pubblici al podestà e ai consiglieri. Un notaio dava forma legale alle deliberazioni del Consiglio, compilava i processi della corte, e forniva consulenza legale al podestà. In ciascuno dei comuni era sempre a disposizione del podestà un messo comunale o balitor. L'imposizione fiscale si faceva per fuochi, cioè per nuclei familiari, e i terrieri avevano l'obbligo di prestazione di alcune corvée al loro signore compreso il servizio militare. In compenso era preciso dovere delle autorità politiche prendersi cura di vedove ed orfani.

## Ordinamento giudiziario

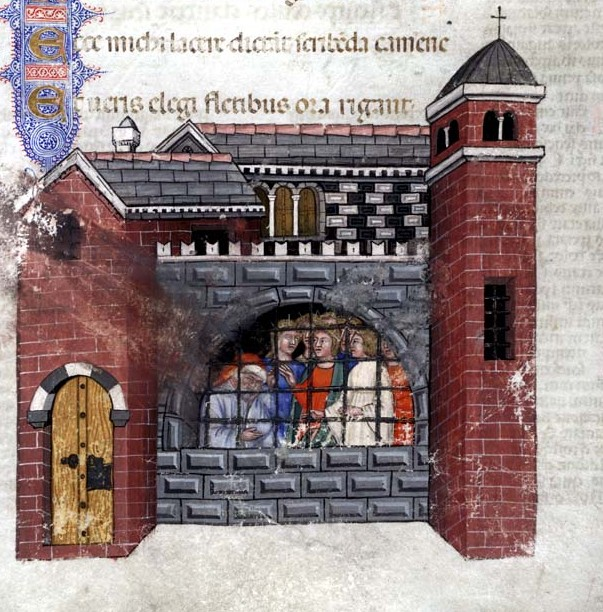
Prigione medievale

La legge assicurava ai sudditi del viscontado il diritto alla tutela della vita, della proprietà privata, dei traffici e dei commerci. E infatti mentre il potestà aveva mano libera nel perseguire, nei modi e nei tempi che riteneva più opportuni, i delitti pubblici non poteva ricusarsi di fare pronta giustizia nelle dispute tra privati pena una multa di cinque soldi. E nell'emettere la sentenza il podestà o, un giudice da lui incaricato, non poteva indugiare più di due mesi a meno che le indagini non richiedessero più tempo.
Conformemente al diritto germanico, al quale giuridicamente si rifaceva lo ius del documento, nei provvedimenti criminali dello statuto della Val d'Ambra prevaleva il principio che del danno arrecato si facesse ammenda principalmente col denaro e che le pene corporali o la morte fossero solo punizioni di compenso, sussidiarie. Conformemente a questo principio l'offesa veniva stimata in base alla condizione sociale ed economica della persona e dunque, tra le altre, espressamente si stabiliva che se l'offesa o l'offenditrice fosse una donna la multa doveva essere la metà di quella che infliggevasi all'uomo. Tuttavia per alcuni principi lo statuto presentava elementi di forte modernità come il fatto che contemplasse tra i crimini più gravi la violenza sessuale sulle donne e che venisse perseguito sia il delitto compiuto che quello tentato. Tutte le sanzioni pecuniarie erano da liquidare in un arco di tempo massimo di 30 giorni.
Nei casi in cui la legge non determinasse una multa come pena e nel caso di reati commessi da minori, il potestà non poteva giudicare da solo e doveva avvalersi di un gran giurì composto dai vari consiglieri.
Il signore del feudo non si intrometteva nell'amministrazione della giustizia salvo quando lo statuto, per un crimine specifico, prevedesse due pene e allora la scelta era lasciata all'arbitrio del conte. Tuttavia i delitti commessi contro un suo inviato o un suo rappresentante venivano considerati come commessi contro il conte al quale, in tal caso, era lasciata la punizione del reo. E se, nei crimini contro il signore ove all'imputato fosse stata inflitta una pena pecuniaria, il condannato non pagava la multa entro dieci giorni gli veniva amputato il piede o la mano, bandito dalla terra e confiscati tutti i suoi beni.
Lo statuto prevedeva pene pecuniarie pesanti per i piromani o gli incendiari e per coloro che commettevano vari reati di appropriazione indebita quali l'abigeato o l'uso campione della terra altrui o signoriale. Agli omicidi, senza riguardo alla condizione dell'ucciso, veniva commutata un'ammenda di cento lire di denari piccoli pisani, ma all'omicida contumace si dava il bando perpetuo e la confisca degli averi. Ai ladri si infliggeva la multa e la fustigazione, ai ladri contumaci caduti in mano della giustizia, qualora entro dieci giorni non avessero pagata l'ammenda, si troncava la mano o il piede e si devastavano gli averi a beneplacito del conte. Nel caso di denunce contro ignoti, tutto il borgo era solidalmente mallevadore dei delitti commessi da suoi abitanti.

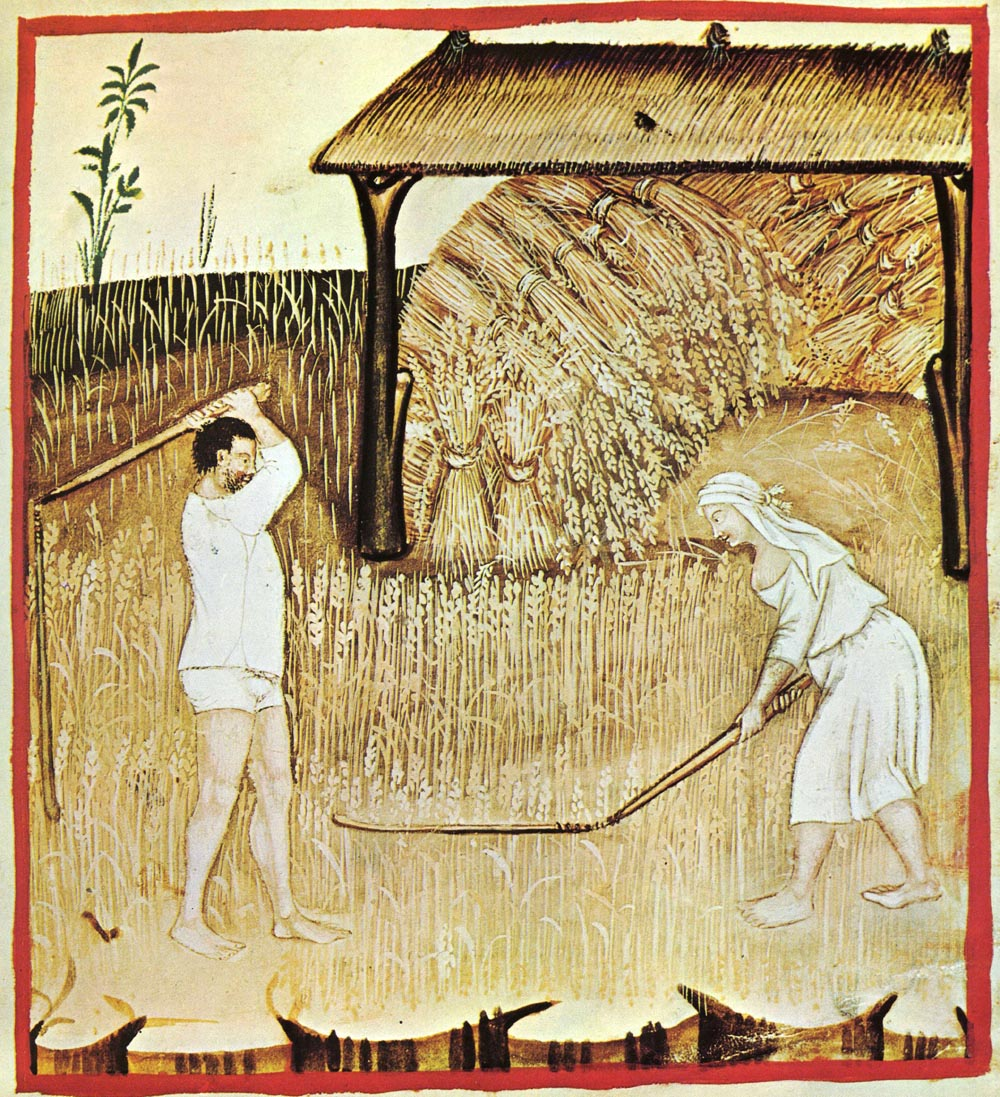
Contadini nel '300

## Implicazioni storico-sociali
Come scrive Bonaini nell'introduzione al testo latino dello statuto: E vuolsi eziandio riflettere che rispetto alle condizioni degli uomini della campagna, lo Statuto acconciamente distingue il mezzaiuolo (partiarius colonus), l'affittuario o pensionario (adfictator vel pensionarius) e il conduttore (conductor terrae vel vineae). Intorno alle quali differenze di stato fra le persone che l'agro della Val d'Ambra accoglieva, non è mestieri il distendersi stanteché si ravvisano in tutto simili a quelle che tuttavia sorvivono nei presenti costumi di Toscana. Ben è confortevole il vedere come il sistema della mezzeria fosse praticato fino dal 1208 anche in una terra feudale, e posto quasi in cima a ogni altro sistema di colonia. Su di che debbo pur rammemorare che i contratti di mezzeria rinvenuti dal Ruhmor negli archivii fiorentini e sanesi non sono anteriori al 1250 [...]. Donde discende ugualmente che nel Territorio della Val d'Ambra, dominato dai Conti Guidi cui lo Statuto appartiene, fosse allora in uso, come oggi chiamasi, la piccola cultura imperciocché ove si vede essere praticata la mezzeria è pur mestieri supporre che i latifondi già sparissero [...e] vuolsi qui congiungere un'altra considerazione che deriva spontanea dal silenzio dello Statuto vale a dire che nella Val d'Ambra fossero ormai scomparsi, o almeno divenuti rarissimi, gli uomini condizionati o come altrimenti vennero detti di vecchio tempo i servi della gleba. Egregia e maravigliosa prova di bene avanzato e progredito incivilimento, fatto notevolissimo da cui forse in gran parte derivò quella lode di civiltà ond'ebbero rinomanza così universalmente diffusa gli antichi nostri.

## Struttura dello statuto
- Introduzione
- I. De Homicidio
- II. De pena mittentis ignem
- III. De pena frangentis pacem
- IV. De pena facentis guastum
- V. De pena retinentis exbannitos
- VI. De pena trahentis alium ad aliam curiam
- VII. De pena dicentis alicui bozza vel aliam villanima
- VIII. De pena viri et mulieris dicentis inter se ingiuriosa
- IX. De pena interficientis bestiam alterius
- X. De improperatione pacis
- XI. De pena facientis malias
- XII. De puniendis maleficiis super quibus non sit pena
- XIII. De congiuratione non facienda
- XIV. Qualiter potestas teneatur recipere querimonias
- XV. Quod potestas possit imponere banna
- XVI. Quod non fiat ius de usuris ultra duos denarios de libris
- XVII. De personis delinquentibus puniri
- XVIII. De refugio forensium defendere
- XIX. De ponendis hominibus super terminus
- XX. De dampnis datis emendandis
- XXI. De pena incidentis in silvis bannitis
- XXII. De pena blasfemantis deum et sanctos
- XXIII. De pena ludentis ad dados et ad zaram
- XXIV. De capitulis tenendis vel non
- XXV. De pena dantis dampnum in orto
- XXVI. Quod Pogi sint duo consiliarii tantum
- XXVII. De officio camarlengi
- XXVIII. De iuramento notarii
- XXIX. De iuramento hominum
- Disposizioni finali